# League City (Teksas)
League City je grad u američkoj saveznoj državi Teksas. Prema popisu stanovništva iz 2010. u njemu je živjelo 83.560 stanovnika.